# Selecció de futbol de Papua Nova Guinea
La selecció de futbol de Papua Nova Guinea és l'equip nacional de futbol de Papua Nova Guinea i és controlada per l'Associació de Futbol de Papua Nova Guinea. La selecció papú ha participat tres cops en la Copa de Nacions de l'OFC: el 1980, el 2002 i el 2012. L'equip és denominat els «Kapuls», mot que prové del tok pisin i que significa cuscussos.

## Seleccionadors
| - Richard Tamari Nagai (1996–1997) - John Davani (2002) - Steve Cain (2002) - Ludwig Peka (2003–2004) - Marcos Gusmão (2005) - Frank Farina (2011) - Mike Keeney (2013) | - Wynton Rufer (2014–2015) - Flemming Serritslev (2015–2017) - Bob Morris (2019) - Marcos Gusmão (2021–2022) - Harrison Kemake (2022–2023) - Warren Moon (2023–2024) - Felipe Vega-Arango (2024-2025) |

## Resultats

### Copa del Món
- 1930 a 1962 — No existia la selecció
- 1966 a 1994 — No participà
- 1998 — No es classificà
- 2002 — No participà
- 2006 a 2026 — No es classificà

### Copa de Nacions de l'OFC
- 1973 — No participà
- 1980 — Primera fase
- 1996 a 2000 — No es classificà
- 2002 — Primera fase
- 2004 — No es classificà
- 2008 — No participà
- 2012 — Primera fase
- 2016 — Subcampió
- 2020 — No es va jugar degut a la pandèmia de COVID-19
- 2024 — Primera fase

### Jocs del Pacífic
- 1963 — Primera fase
- 1966 — Quart lloc
- 1969 — Tercer lloc
- 1971 — Quart lloc
- 1975 — Primera fase
- 1979 — Quarts de final
- 1983 — Quart lloc
- 1987 — Tercer lloc
- 1991 — Primera fase
- 1995 — Primera fase
- 2003 — Primera fase
- 2007 — No participà
- 2011 — Primera fase
- 2015 — Disputat per seleccions sub-23
- 2019  — Quart lloc
- 2023  — Sisè lloc

### Copa de Melanèsia
- 1988 — No participà
- 1989 — Quart lloc
- 1990 — Cinquè lloc
- 1992 — No participà
- 1994 — Tercer lloc
- 1996 — Campió
- 1998 — Quart lloc
- 2000 — Cinquè lloc
- 2022 —  Campió
- 2023 —  Quart lloc[21]
- 2024 — Campió[22]